# Landkreis Gandersheim
Der Landkreis Gandersheim war bis 1977 ein Landkreis im südlichen Niedersachsen.

## Geographie
Der Landkreis grenzte 1977 im Uhrzeigersinn im Norden beginnend an die Landkreise Alfeld (Leine), Hildesheim, an die Exklave Baddeckenstedt des Landkreises Wolfenbüttel und an die kreisfreie Stadt Salzgitter sowie an die Landkreise Goslar, Osterode am Harz, Northeim und Holzminden.

## Geschichte
Der Landkreis Gandersheim war einer der sechs Kreise, die am 1. Januar 1833 im Herzogtum Braunschweig eingerichtet wurden. Er wurde aus Orten der alten braunschweigischen Ämter Amt Gandersheim, Amt Greene, Amt Seesen und aus dem Amt Lutter am Barenberge gebildet, gehörte seit 1918 zum Freistaat Braunschweig und seit 1946 zum Verwaltungsbezirk Braunschweig im Land Niedersachsen.
Der Landkreis trat am 1. August 1941 die Gemeinden Bodenburg und Östrum an den Landkreis Marienburg und am 1. April 1942 die Gemeinde Ostharingen an den Landkreis Goslar ab.
Von 1946 bis 1960 führte er abweichend ein Wappen mit gestrecktem Sachsenross.

Wappen 1946–1960

Das Gesetz zur Neugliederung der Gemeinden im Bereich des Harzes brachte am 1. Juli 1972 mehrere Gebietsänderungen:
- Vier Gemeinden des Landkreises wurden in den Landkreis Osterode am Harz umgegliedert.
- Bredelem aus dem Landkreis Goslar sowie Lautenthal aus dem Landkreis Zellerfeld wurden zusammen mit zwei Kreisgemeinden in die Stadt Langelsheim eingegliedert.
- Die Gemeinde Bilderlahe aus dem Landkreis Hildesheim-Marienburg wurde zusammen mit mehreren Kreisgemeinden in die Stadt Seesen eingemeindet.

Am 1. März 1974 wurde die Gebietsreform in Niedersachsen fortgesetzt:
- Der Flecken Delligsen kam zusammen mit Ammensen, Kaierde und Varrigsen zum Landkreis Holzminden
- Sechs Gemeinden des Landkreises wurden in die Stadt Bockenem im Landkreis Hildesheim eingemeindet.
- Die Gemeinden der Samtgemeinde Auf dem Berge wurden bis auf Ammensen in die Stadt Einbeck im Landkreis Northeim eingemeindet.[1]
- Aus der Gemeinde Alt Wallmoden des Landkreises Goslar wurde zusammen mit Bodenstein und Neuwallmoden im Landkreis Gandersheim die neue Gemeinde Wallmoden gebildet.
- Harriehausen aus dem Landkreis Osterode am Harz wurde zusammen mit mehreren Kreisgemeinden in die Stadt Bad Gandersheim eingegliedert.
- Mechtshausen und Groß Rhüden aus dem Landkreis Hildesheim-Marienburg wurden zusammen mit zwei Kreisgemeinden in die Stadt Seesen eingegliedert.
- Die meisten der restlichen Kreisgemeinden wurden nach Kreiensen und Lutter am Barenberge eingemeindet.

Der Landkreis Gandersheim, der zuletzt noch sieben Städte und Gemeinden umfasste, wurde am 1. August 1977 aufgelöst. Bad Gandersheim und Kreiensen kamen zum Landkreis Northeim; Hahausen, Langelsheim, Lutter am Barenberge, Seesen und Wallmoden zum Landkreis Goslar.

## Einwohnerentwicklung
| Jahr | Einwohner | Quelle |
| ---- | --------- | ------ |
| 1890 | 44.463    | [ 2 ]  |
| 1900 | 48.324    | [ 2 ]  |
| 1910 | 50.435    | [ 2 ]  |
| 1925 | 51.788    | [ 2 ]  |
| 1939 | 52.028    | [ 2 ]  |
| 1950 | 91.244    | [ 2 ]  |
| 1960 | 75.900    | [ 2 ]  |
| 1970 | 76.500    | [ 3 ]  |
| 1977 | 63.000    | [ 4 ]  |

## Landräte
- um 1857 Karl Wilhelm Eduard Lerche
- um 1892 Hugo Krüger
- um 1898 Erich Dannenbaum
- um 1916 Gustav Eißfeldt
- 1924–1933  Fritz Homann (Konservative)
- 1933–? Albert Schneider (NSDAP)
- 1934 Kurt Sievers
- bis Dezember 1942 Johannes Behrends, Regierungsrat
- 1945 Curt Staff (kommissarisch)
- 1945 Hermann Bauer
- 1962–? Wilhelm Muhs (SPD)

## Gemeinden
Die folgende Tabelle listet alle Gemeinden, die jemals dem Landkreis Gandersheim angehört haben, und ihre heutige Zugehörigkeit:
| Gemeinde                 | spätere Zugehörigkeit    | Datum der Eingemeindung | Anmerkung                                      |
| ------------------------ | ------------------------ | ----------------------- | ---------------------------------------------- |
| Ackenhausen              | Bad Gandersheim          | 1. März 1974            |                                                |
| Ahlshausen               | Ahlshausen-Sievershausen | 1891                    |                                                |
| Ahlshausen-Sievershausen | Kreiensen                | 1. März 1974            |                                                |
| Altgandersheim           | Bad Gandersheim          | 1. März 1974            |                                                |
| Ammensen                 | Delligsen                | 1. März 1974            |                                                |
| Astfeld                  | Langelsheim              | 1. Juli 1972            |                                                |
| Bad Gandersheim          |                          |                         | am 1. August 1977 zum Landkreis Northeim       |
| Badenhausen              | Bad Grund (Harz)         | 1. März 2013            | am 1. Juli 1972 zum Landkreis Osterode am Harz |
| Bartshausen              | Einbeck                  | 1. März 1974            |                                                |
| Bentierode               | Kreiensen                | 1. März 1974            |                                                |
| Beulshausen              | Kreiensen                | 1. März 1974            |                                                |
| Billerbeck               | Kreiensen                | 1. März 1974            |                                                |
| Bodenburg                | Bad Salzdetfurth         | 1. März 1974            | am 1. August 1941 zum Landkreis Marienburg     |
| Bodenstein               | Wallmoden                | 1. März 1974            |                                                |
| Bornhausen               | Seesen                   | 1. März 1974            |                                                |
| Bornum                   | Bockenem                 | 1. März 1974            |                                                |
| Bruchhof                 | Kreiensen                | 1. März 1974            |                                                |
| Brunsen                  | Einbeck                  | 1. März 1974            |                                                |
| Clus                     | Bad Gandersheim          | 1. März 1974            |                                                |
| Dankelsheim              | Bad Gandersheim          | 1. März 1974            |                                                |
| Dannhausen               | Bad Gandersheim          | 1. März 1974            |                                                |
| Delligsen                |                          |                         | am 1. März 1974 zum Landkreis Holzminden       |
| Ellierode                | Bad Gandersheim          | 1. März 1974            |                                                |
| Engelade                 | Seesen                   | 1. Juli 1972            |                                                |
| Erzhausen                | Kreiensen                | 1. März 1974            |                                                |
| Frau-Sophien-Hütte       | Herzog-Julius-Hütte      | 1. Juli 1909            |                                                |
| Garlebsen                | Kreiensen                | 1. März 1974            |                                                |
| Gehrenrode               | Bad Gandersheim          | 1. März 1974            |                                                |
| Gittelde                 | Bad Grund (Harz)         | 1. März 2013            | am 1. Juli 1972 zum Landkreis Osterode am Harz |
| Greene                   | Kreiensen                | 1. März 1974            |                                                |
| Gremsheim                | Bad Gandersheim          | 1. März 1974            |                                                |
| Hachenhausen             | Bad Gandersheim          | 1. März 1974            |                                                |
| Hahausen                 |                          |                         | am 1. August 1977 zum Landkreis Goslar         |
| Haieshausen              | Kreiensen                | 1. März 1974            |                                                |
| Hallensen                | Einbeck                  | 1. März 1974            |                                                |
| Heckenbeck               | Bad Gandersheim          | 1. März 1974            |                                                |
| Helmscherode             | Bad Gandersheim          | 1. März 1974            |                                                |
| Herrhausen am Harz       | Seesen                   | 1. Juli 1972            |                                                |
| Herzog Juliushütte       | Astfeld                  | 1. Januar 1970          |                                                |
| Holtershausen            | Einbeck                  | 1. März 1974            |                                                |
| Ildehausen               | Seesen                   | 1. Juli 1972            |                                                |
| Ippensen                 | Kreiensen                | 1. März 1974            |                                                |
| Jerze                    | Bockenem                 | 1. März 1974            |                                                |
| Kaierde                  | Delligsen                | 1. April 1974           | am 1. März 1974 zum Landkreis Holzminden       |
| Kirchberg                | Seesen                   | 1. Juli 1972            |                                                |
| Klein Rhüden             | Seesen                   | 1. März 1974            |                                                |
| Kreiensen                |                          |                         | am 1. August 1977 zum Landkreis Northeim       |
| Langelsheim              |                          |                         | am 1. August 1977 zum Landkreis Goslar         |
| Lutter am Barenberge     |                          |                         | am 1. August 1977 zum Landkreis Goslar         |
| Mahlum                   | Bockenem                 | 1. März 1974            |                                                |
| Münchehof                | Seesen                   | 1. Juli 1972            |                                                |
| Naensen                  | Einbeck                  | 1. März 1974            |                                                |
| Nauen                    | Lutter am Barenberge     | 1. März 1974            |                                                |
| Neuwallmoden             | Wallmoden                | 1. März 1974            |                                                |
| Olxheim                  | Kreiensen                | 1. März 1974            |                                                |
| Opperhausen              | Kreiensen                | 1. März 1974            |                                                |
| Ortshausen               | Bockenem                 | 1. März 1974            |                                                |
| Orxhausen                | Kreiensen                | 1. März 1974            |                                                |
| Ostharingen              | Liebenburg               | 1. Juli 1972            | am 1. April 1942 zum Landkreis Goslar          |
| Östrum                   | Bad Salzdetfurth         | 1. März 1974            | am 1. August 1941 zum Landkreis Marienburg     |
| Rimmerode                | Bentierode               | vor 1939                |                                                |
| Rittierode               | Kreiensen                | 1. März 1974            |                                                |
| Schlewecke               | Bockenem                 | 1. März 1974            |                                                |
| Seboldshausen            | Bad Gandersheim          | 1. März 1974            |                                                |
| Seesen                   |                          |                         | am 1. August 1977 zum Landkreis Goslar         |
| Sievershausen            | Ahlshausen-Sievershausen | 1891                    |                                                |
| Stroit                   | Einbeck                  | 1. März 1974            |                                                |
| Teichhütte               | Gittelde                 | 1. Juli 1972            |                                                |
| Varrigsen                | Delligsen                | 1. März 1974            |                                                |
| Voldagsen                | Einbeck                  | 1. März 1974            |                                                |
| Volkersheim              | Bockenem                 | 1. März 1974            |                                                |
| Wallmoden                |                          |                         | am 1. August 1977 zum Landkreis Goslar         |
| Wenzen                   | Einbeck                  | 1. März 1974            |                                                |
| Windhausen               | Bad Grund (Harz)         | 1. März 2013            | am 1. Juli 1972 zum Landkreis Osterode am Harz |
| Wolfshagen im Harz       | Langelsheim              | 1. Juli 1972            |                                                |
| Wolperode                | Bad Gandersheim          | 1. März 1974            |                                                |
| Wrescherode              | Bad Gandersheim          | 1. März 1974            |                                                |

## Kfz-Kennzeichen
Am 1. Juli 1956 wurde dem Landkreis bei der Einführung der bis heute gültigen Kfz-Kennzeichen das Unterscheidungszeichen GAN zugewiesen. Es wurde bis zum 4. April 1978 ausgegeben. Durch die Kennzeichenliberalisierung ist es seit dem 15. November 2012 im Landkreis Northeim erhältlich.